# Danio margaritatus
Danio margaritatus – gatunek słodkowodnej ryby z rodziny karpiowatych (Cyprinidae). Bywa hodowana w akwarium. W handlu znana pod nazwą Microrasbora sp. Galaxy lub rasbora galaxy.

## Odkrycie i klasyfikacja
Została odkryta dopiero w 2006 roku, a opisana naukowo w 2007. Początkowo sklasyfikowano ją w nowym rodzaju Celestichthys. 

## Występowanie
Pływa w wodach słodkich na terenie Mjanma (dawniej Birma) na głębokości do 1 metra.

## Opis
Mała ryba o długości ciała od 1,5 do 2 cm długości standardowej. Przypomina  wyglądem Danio erythromicron. Samiec ubarwiony jasnoniebiesko. Jego płetwy są bardziej jaskrawe, niż płetwy samic. Samica jest bardziej matowa o kolorze niebiesko-zielonym. Ciało tych ryb pokrywają drobne kropki, przypominające perły.